# Sofia Dorotea di Celle
Sofia Dorotea di Brunswick-Lüneburg-Celle (Celle, 15 settembre 1666 – Ahlden, 13 novembre 1726) è stata una principessa tedesca, cugina e poi moglie di Giorgio Luigi, elettore di Hannover e più tardi re di Gran Bretagna con il nome di Giorgio I. Il matrimonio fu caratterizzato dal reciproco e assoluto disprezzo, ma prima di divorziare ed essere rinchiusa nel castello di Ahlden presso Celle, ebbe da Giorgio due figli, il futuro Giorgio II di Gran Bretagna e Sofia Dorotea.

## Biografia
Unica figlia di Giorgio Guglielmo, duca di Brunswick-Lüneburg-Celle, e della sua amante Eleonora d'Esmier d'Olbreuse, Sofia Dorotea nacque il 15 settembre 1666. Il padre era figlio del duca di Brunswick-Lüneburg Giorgio mentre la madre, di fede ugonotta, era figlia di Alessandro II d'Olbreuse, marchese di Desmiers. Giorgio sposò Eleonora solo nel 1676, dopo un periodo di matrimonio morganatico.
Il padre di Sofia Dorotea aveva iniziato trattative con alcuni principi europei per cercare un consorte adatto alla dignità della figlia. Erano così stati contattati, tra gli altri, il principe di Danimarca ed il duca di Wolfenbüttel. Ma le trattative di matrimonio vennero interrotte dall'intervento di Sofia del Palatinato, zia di Sofia Dorotea in quanto moglie di Ernesto Augusto di Brunswick-Lüneburg, fratello del padre di Sofia Dorotea. La duchessa trovava vantaggiosa l'unione fra suo figlio, Giorgio Ludovico e sua cugina Sofia Dorotea.
Quando fu annunciato a Sofia Dorotea che le trattative con i principi erano state insabbiate e che sarebbe andata in sposa a suo cugino Giorgio Ludovico gridò che non avrebbe mai sposato quel "maiale" e quando la duchessa Sofia le porse una miniatura raffigurante il suo futuro sposo, la gettò contro un muro infrangendola. Costretta dall'insistenza dei genitori, svenne nelle braccia della madre e persino quando incontrò Giorgio Ludovico.
Nel 1682 Giorgio e Sofia Dorotea si sposarono ad Hannover. Intanto, dopo la morte dello zio Giorgio, Giorgio Ludovico era divenuto, secondo la legge salica, legittimo possessore di tutti i domini di famiglia ed aveva ereditato il titolo di duca di Hannover. Inoltre, nel 1714, Giorgio divenne re di Gran Bretagna e Irlanda, dati i legami di parentela della madre con la famiglia Stuart.

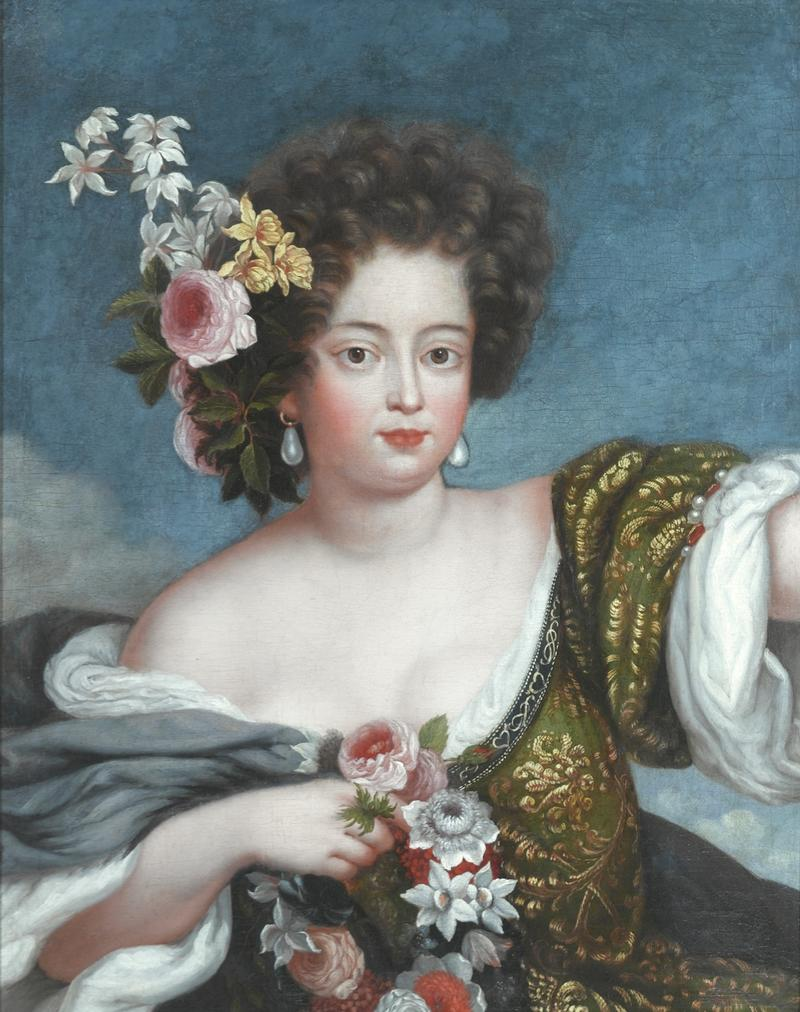
Sofia Dorotea di Celle in un ritratto di Henry Gascard

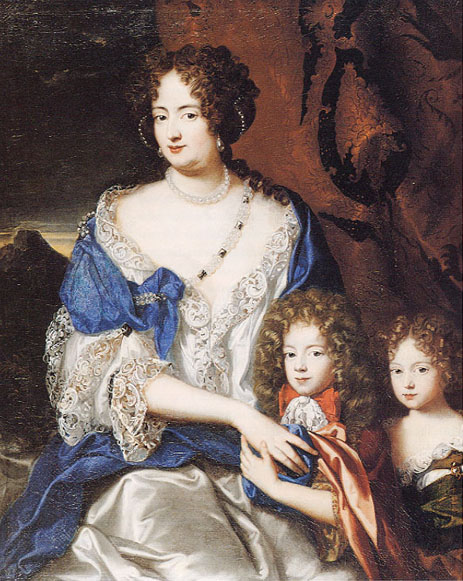
Sofia Dorotea di Celle con i figli Giorgio II e Sofia Dorotea

Il matrimonio di Sofia Dorotea e Giorgio si rivelò assai presto un fallimento: la famiglia di Giorgio, in particolare la madre Sofia odiava e disprezzava Sofia Dorotea; infatti, come affermò più tardi, il matrimonio era stato celebrato solamente per motivi finanziari. Giorgio si trovava fortemente indebitato e alla prospettiva di ricevere una dote di centomila talleri dalla futura sposa non si tirò indietro. Evento confermato da una lettera di Sofia alla nipote, la duchessa di Orléans.
L'unione, poi, portò anche un successo politico, anche se di piccole dimensioni. Sofia Dorotea era, come già accennato, l'unica figlia di Giorgio Guglielmo, duca di Brunswick-Lüneburg-Celle e, alla morte del padre, sarebbe diventata erede del piccolo ducato di Brunswick-Lüneburg-Celle. Essendo in vigore la legge salica, per forza di cose il ducato sarebbe entrato a far parte dei domini del marito di Sofia Dorotea. Così, grazie ad un matrimonio poco felice, il ducato cessò di esistere, venendo inglobato nei domini degli Hannover.
Anche lo stesso Giorgio condivideva il disprezzo verso la moglie. I rapporti tra i due migliorarono solamente dopo la nascita dei loro figli. Tuttavia Giorgio iniziò un acceso rapporto con una delle sue amanti, Melusine von der Schulenburg, pubblicamente dichiarato, che contribuì a raffreddare ulteriormente i rapporti della coppia.
Sofia Dorotea, in risposta alle tante rivali, continuò una relazione, iniziata alcuni anni prima (quando era ancora sedicenne) con il conte svedese Philip Christoph Königsmarck. Si rincontrarono nei saloni della reggia elettorale di Hannover il 1º marzo 1688. Il conte rimase in Germania per due anni, salvo poi farvi ritorno dopo una fallimentare spedizione nel Peloponneso.
Al suo rientro i rapporti con la principessa si intensificarono. I due iniziarono una fitta corrispondenza epistolare e, in una di queste lettere (se si vuole prestare fede alla versione fornita dagli ambienti vicini a Giorgio) ci sarebbe la prova che Sofia Dorotea e Königsmarck abbiano consumato sessualmente la loro relazione.
Le lettere in questione, vennero mostrate al suocero di Sofia, il principe elettore Ernesto Augusto.
La corte di Hannover, con in testa il fratello e il padre di Giorgio, cercò in ogni modo di evitare uno scandalo di enormi proporzioni. Il conte fu inviato a combattere al fronte contro le truppe francesi di Luigi XIV e per evitare un incontro con Sofia Dorotea, gli fu interdetta l'entrata in Hannover.
Appena seppe della corrispondenza della moglie, Giorgio le rinfacciò platealmente il fatto di avere un amante al di fuori del matrimonio. Per nulla intimorita, Sofia Dorotea criticò il marito facendogli l'elenco delle sue amanti. Dopo questa risposta, il principe si gettò sulla moglie tentando di strangolarla, venendo però fermato dalle dame di compagnia di lei.
Secondo fonti avverse alla dinastia Hannover nel 1694 l'elettore Ernesto Augusto ordinò a quattro suoi cortigiani, che furono per questo pagati moltissimo (oltre centocinquantamila talleri), di eliminare il conte, il quale era rientrato ad Hannover in segreto, probabilmente per tentare di fuggire con l'amante.
L'assassinio, comunque, ebbe luogo ed il corpo del nobiluomo, appesantito con alcuni sassi, fu gettato nel fiume Leine. Fonti favorevoli al casato di Hannover, inclusa l'elettrice Sofia, negarono sempre persino di aver sentito il nome di Königsmarck.
Il matrimonio di Giorgio e Sofia Dorotea fu dissolto, non tanto per il fatto che entrambi avevano, probabilmente, commesso adulterio, quanto per il fatto che ella aveva avuto l'ardire di tentare di fuggire dal marito. Con la complicità del padre, Giorgio fece rinchiudere l'ex moglie nel castello di Ahlden, nella città natale di Sofia Dorotea, Celle. Le furono negate la possibilità di vedere i suoi figli e di sposarsi una seconda volta. Le fu donato comunque un reddito e le fu permesso di passeggiare non accompagnata nei giardini del castello, dentro una carrozza scortata, al di fuori.
Perse anche tutti i titoli che aveva acquisito con le nozze (principessa elettorale di Hannover e di Brunswick-Lünenburg) e, dal quel momento, venne popolarmente chiamata la principessa von Ahlden.
Dopo averla relegata ad Ahlden, Giorgio si disinteressò completamente della consorte, continuando a frequentare la sua amante abituale, Melusina von der Schulenburg. Nel 1714, quando sbarcò sul suolo inglese come sovrano, Giorgio fu accompagnato dalla von der Schulenburg, che venne creata duchessa di Kendal.
Le azioni di Giorgio nei confronti della moglie legittima non furono però approvate dai due figli. Il maggiore, Giorgio Augusto, seppure a distanza, si schierò dalla parte della madre. Fatto, quest'ultimo, che contribuì non poco ad incrinare il già difficile rapporto tra padre e figlio.
Sofia Dorotea morì nel suo castello il 13 novembre 1726 all'età di 60 anni per un'infezione alle vie biliari, dopo aver vissuto reclusa ad Ahlden per 33 anni. Prima della sua morte però, trovò la forza di scrivere un'ultima lettera al marito. Si dice che, l'ormai sovrano di Gran Bretagna, rimase molto impressionato dal contenuto della lettera. La moglie infatti lo malediceva e, gli profetizzava che lo avrebbe tormentato anche dalla tomba.
Secondo alcuni l'aver ricevuto questa scottante missiva accelerò la fine di Giorgio, che infatti morì un anno dopo durante un viaggio in Germania.
Giorgio I ordinò che né a Londra né ad Hannover si esponesse il lutto cittadino e si adirò moltissimo quando seppe che a Berlino la corte prussiana si vestì di nero.
Avendo divorziato dal marito prima che egli ascendesse al trono inglese, Sofia Dorotea non divenne regina consorte di Gran Bretagna e Irlanda. Cionondimeno, attraverso il figlio, re Giorgio II di Gran Bretagna, è la progenitrice dell'attuale casa reale inglese e del re Carlo III.
Attraverso la figlia, Sofia Dorotea regina in Prussia, è anche l'antenata della famiglia reale prussiana e di quella imperiale tedesca.
Si possono quindi trovare in Sofia Dorotea di Celle e nel marito Giorgio I, gli antenati comuni delle case reali inglese e tedesca. Si fa quindi risalire a questa unione matrimoniale la parentela e la rivalità tra le dinastie di Hannover e Hohenzollern, evento che contribuirà, molti secoli dopo, allo scoppio della prima guerra mondiale.

## Discendenza
Sofia Dorotea e Giorgio ebbero due figli:
- Giorgio Augusto (10 novembre 1683 – 25 ottobre 1760), futuro re del Regno di Gran Bretagna con il nome di Giorgio II, sposò nel 1705 Carolina di Brandeburgo-Ansbach;
- Sofia Dorotea (16 marzo 1687 – 28 giugno 1757), sposò nel 1706 Federico Guglielmo I di Prussia.

## Ascendenza
|                                         |                                       |                                         | Genitori                                             |  |  | Nonni |  |  | Bisnonni                                   |  |  | Trisnonni                       |  |
|                                         |                                       |                                         |                                                      |  |  |       |  |  | Guglielmo il Giovane di Brunswick-Lüneburg |  |  | Ernesto I di Brunswick-Lüneburg |  |
|                                         |                                       |                                         |                                                      |  |  |       |  |  | Guglielmo il Giovane di Brunswick-Lüneburg |  |  | Ernesto I di Brunswick-Lüneburg |  |
|                                         |                                       | Sophia di Mecklenburg-Schwerin          |                                                      |  |  |       |  |  | Guglielmo il Giovane di Brunswick-Lüneburg |  |  |                                 |  |
| Giorgio di Brunswick-Lüneburg           |                                       |                                         |                                                      |  |  |       |  |  | Guglielmo il Giovane di Brunswick-Lüneburg |  |  |                                 |  |
|                                         |                                       | Dorotea di Danimarca                    | Cristiano III di Danimarca                           |  |  |       |  |  |                                            |  |  |                                 |  |
|                                         |                                       | Dorotea di Danimarca                    | Cristiano III di Danimarca                           |  |  |       |  |  |                                            |  |  |                                 |  |
|                                         |                                       | Dorotea di Danimarca                    | Dorotea di Sassonia-Lauenburg                        |  |  |       |  |  |                                            |  |  |                                 |  |
| Giorgio Guglielmo di Brunswick-Lüneburg |                                       | Dorotea di Danimarca                    |                                                      |  |  |       |  |  |                                            |  |  |                                 |  |
|                                         |                                       | Luigi V d'Assia-Darmstadt               | Giorgio I d'Assia-Darmstadt                          |  |  |       |  |  |                                            |  |  |                                 |  |
|                                         |                                       | Luigi V d'Assia-Darmstadt               | Giorgio I d'Assia-Darmstadt                          |  |  |       |  |  |                                            |  |  |                                 |  |
|                                         |                                       | Luigi V d'Assia-Darmstadt               | Maddalena di Lippe                                   |  |  |       |  |  |                                            |  |  |                                 |  |
| Anna Eleonora d'Assia-Darmstadt         |                                       | Luigi V d'Assia-Darmstadt               |                                                      |  |  |       |  |  |                                            |  |  |                                 |  |
|                                         |                                       | Maddalena di Brandeburgo                | Giovanni Giorgio di Brandeburgo                      |  |  |       |  |  |                                            |  |  |                                 |  |
|                                         |                                       | Maddalena di Brandeburgo                | Giovanni Giorgio di Brandeburgo                      |  |  |       |  |  |                                            |  |  |                                 |  |
|                                         |                                       | Maddalena di Brandeburgo                | Elisabetta di Anhalt-Zerbst                          |  |  |       |  |  |                                            |  |  |                                 |  |
| Sofia Dorotea di Celle                  |                                       | Maddalena di Brandeburgo                |                                                      |  |  |       |  |  |                                            |  |  |                                 |  |
|                                         | Alexandre Desmier, Signore d'Olbreuse | Louis Desmier, Signore d'Olbreuse       |                                                      |  |  |       |  |  |                                            |  |  |                                 |  |
|                                         | Alexandre Desmier, Signore d'Olbreuse | Louis Desmier, Signore d'Olbreuse       |                                                      |  |  |       |  |  |                                            |  |  |                                 |  |
|                                         | Alexandre Desmier, Signore d'Olbreuse | Jeanne de Mathefelon                    |                                                      |  |  |       |  |  |                                            |  |  |                                 |  |
| Alexandre d'Esmier II d'Olbreuse        | Alexandre Desmier, Signore d'Olbreuse |                                         |                                                      |  |  |       |  |  |                                            |  |  |                                 |  |
|                                         |                                       | Marie Baudoin du Peux                   | Mathieu Baudoin, Signore di Peux                     |  |  |       |  |  |                                            |  |  |                                 |  |
|                                         |                                       | Marie Baudoin du Peux                   | Mathieu Baudoin, Signore di Peux                     |  |  |       |  |  |                                            |  |  |                                 |  |
|                                         |                                       | Marie Baudoin du Peux                   | Jacquette Tarquois de Fontaines                      |  |  |       |  |  |                                            |  |  |                                 |  |
| Éléonore d'Esmier d'Olbreuse            |                                       | Marie Baudoin du Peux                   |                                                      |  |  |       |  |  |                                            |  |  |                                 |  |
|                                         |                                       | Joachim Poussard, Signore di Bas-Vandré | Jean Poussard, Signore di Bas-Vandré e di Saint-Marc |  |  |       |  |  |                                            |  |  |                                 |  |
|                                         |                                       | Joachim Poussard, Signore di Bas-Vandré | Jean Poussard, Signore di Bas-Vandré e di Saint-Marc |  |  |       |  |  |                                            |  |  |                                 |  |
|                                         |                                       | Joachim Poussard, Signore di Bas-Vandré | Anne de La Jaille                                    |  |  |       |  |  |                                            |  |  |                                 |  |
| Jacquette Poussard de Vandré            |                                       | Joachim Poussard, Signore di Bas-Vandré |                                                      |  |  |       |  |  |                                            |  |  |                                 |  |
|                                         |                                       | Suzanne Gaillard de Saint-Dizant        | Lancelot Gaillard, Signore di Saint-Dizant           |  |  |       |  |  |                                            |  |  |                                 |  |
|                                         |                                       | Suzanne Gaillard de Saint-Dizant        | Lancelot Gaillard, Signore di Saint-Dizant           |  |  |       |  |  |                                            |  |  |                                 |  |
|                                         |                                       | Suzanne Gaillard de Saint-Dizant        | Jacquette de L'Isle                                  |  |  |       |  |  |                                            |  |  |                                 |  |
|                                         |                                       | Suzanne Gaillard de Saint-Dizant        |                                                      |  |  |       |  |  |                                            |  |  |                                 |  |